# 平圩发电厂

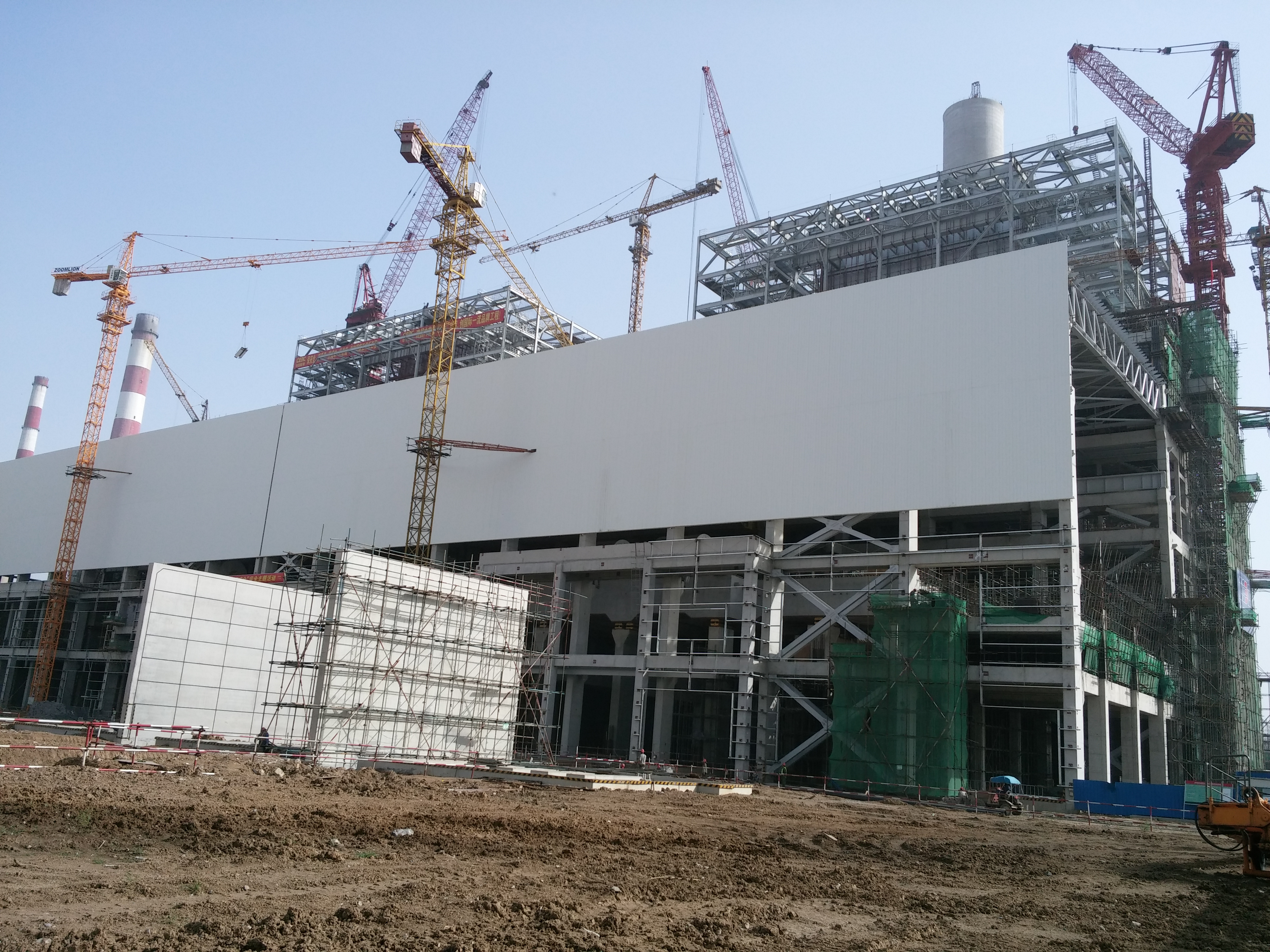
在建中的平圩电厂三期工程2014.5.26

平圩发电厂是位于中国安徽省淮南市潘集区平圩镇的一座火力发电厂，截止2013年2月，该厂共4台600MW级机组，总装机容量2540MW，为中国安徽省内最大的火电厂。

## 历史
平圩发电厂一期工程为中国七五计划中的国家重点能源工程，整体引进美国70年代末成熟火电技术，1979年展开，由美国EBASCO公司主导设计，中国华东电力设计院协助，1984年动工，1988年首台机组并网发电。
一期工程两台机组为国产首台600MW亚临界机组，史称“单机甲中华”，锅炉为哈尔滨锅炉厂引进美国燃烧工程公司技术制造，汽轮机为哈尔滨汽轮机厂引进美国西屋公司技术制造，主要泵与风机为德国KSB、TLT提供。 本期工程锅炉主蒸汽压力为18.6MPa，主蒸汽温度540摄氏度。
二期工程两台超临界660MW机组2004年动工，锅炉为哈尔滨锅炉厂引进三井巴布科克技术制造，汽轮机又北重阿尔斯通提供。本期工程两台机组为中国"皖电东送"工程的首两台机组。本期工程锅炉主蒸汽压力24MPa，主蒸汽温度566摄氏度。
三期工程两台高效超临界1000MW机组2012年12月动工，采用北京巴布科克-威尔科克斯锅炉，北重阿尔斯通汽轮机，预计2015年初首台机组投产。本期工程发电机将通过一次升压式主变压器接入淮沪1000KV特高压线路，为国内首创。本期工程锅炉主蒸汽温度600摄氏度，主蒸汽压力28.6Mpa。